# HMS Cavalier (R73)
Pour les articles homonymes, voir D73.
Le HMS Cavalier (R73/D73) est un ancien destroyer de classe C de la Royal Navy. Lancé le 7 avril 1944, il a été mis en service le 22 novembre 1944, en fin de la Seconde Guerre mondiale et a servi dans diverses actions en Extrême-Orient jusqu'à sa mise hors service en 1972.

Après sa mise en retraite, il a été préservé comme navire musée et réside actuellement à Chatham Historic Dockyard. Il est enregistré au National Historic Ships  depuis 1996 et est aussi un navire de la National Historic Fleet.

## Construction
Le HMS Cavalier a été l'un des 96 destroyers du War Emergency Programme destroyers (en) entre 1940 et 1942. Il a été réalisé au chantier naval J. Samuel White à Cowes sur l'Île de Wight. Il a été l'un des premiers navires à avoir la coque de la poupe et la proue construite en tôles soudées avec la partie centrale en tôles
rivetées pour assurer une meilleure résistance. Ce nouveau procédé a augmenté la vitesse du navire.

## Service
À sa mise en service, le HMS Cavalier a rejoint la 6e Flottille de destroyers, une unité de la Home Fleet, et a pris part aux opérations de Norvège. En février 1945, il a été expédié avec les destroyers HMS Myngs (R06) (en) et HMS Scorpion (G72) (en) pour protéger un convoi en Baie de Kola qui avait subi les attaques aériennes et de sous-marins ennemis. À cause d'une forte tempête, l'escorte ramena le convoi en Grande-Bretagne avec la perte de seulement trois des trente-quatre navires. Cette action fit gagner un Honneur de bataille au HMS Cavalier.
En 1945, il a été envoyé en Extrême-Orient pour assurer un appui d'artillerie naval durant la bataille de Surabaya. En février 1946, il s'est rendu à Bombay pour aider à réprimer la Royal Indian Navy Mutiny (en). Après un certain temps passé dans la British Pacific Fleet, il est rentré en mai 1946 et a été placé en réserve à Portsmouth.
Le HMS Cavalier a repris le service en 1957 après une modernisation, qui comprenait la suppression de certains de ses tubes lance-torpilles en faveur de mortiers anti-sous-marins Squids. Il a de nouveau été envoyé en Extrême-Orient rejoindre la 8e Escadre de Destroyers à Singapour. En décembre 1962, il a transporté 180 soldats de Singapour à Brunei pour aider à réprimer une rébellion qui fait partie de la Confrontation Indonésie-Malaisie.
Le HMS Cavalier a été désarmé en 1972 avec le HMS Wellington (amarré à Londres), et est le dernier survivant des destroyers britanniques de la Seconde Guerre mondiale.

## Retraite
Après sa mise hors service à Chatham Dockyard il a rejoint Portsmouth en tant que bâtiment survivant après la campagne de cinq ans menée par Lord Louis Mountbatten. Le navire a été acheté par le Cavalier Trust et remis lors du Trafalgar Day 1977 à Portsmouth. Un mandat spécial a été émis lui permettant de conserver le préfixe « HMS » (Navire de Sa Majesté ) et garder le White Ensign, un privilège normalement accordé aux navires en activité de la Royal Navy. Ce privilège a aussi été accordé au navire musée, le croiseur HMS Belfast.
Transféré à Southampton, le HMS Cavalier devint navire musée et mémorial en Août 1982. Ce ne fut pas un succès commercial, et en Octobre 1983, le navire a été déplacé à Brighton, où il est devenu l'attraction du nouveau port de plaisance.

En 1987, le navire a été transporté sur la rivière Tyne pour former la pièce maîtresse d'un centre national d'exposition de la construction navale prévue dans le South Tyneside, le Tyneside Metropolitan Borough Council dans l'ancien chantier naval de Hawthorn Leslie and Company, constructeurs de nombreux destroyers similaires. Ce musée n'a pas pu être réalisé à cause d'un durcissement de l'opinion publique contre des dépenses inutiles, et le navire a été revendu en 1996. Le navire a été mis en cale sèche raison de son mauvais état, en attente d'un acheteur ou de sa mise au rebut.
Après la réforme du Cavalier Trust, et d'un débat au Parlement, le HMS Cavalier a été acheté en 1998 par Chatham Historic Dockyard pour l'exposer comme navire musée. Arrivé le 23 mai 1998, HMS Cavalier réside maintenant dans la cale sèche n°2.
Le 14 novembre 2007, il a été officiellement désigné comme un mémorial de guerre aux 142 destroyers de la Royal Navy coulés pendant la Seconde Guerre mondiale et les 11.000 hommes tués sur ces navires. L'inauguration d'un monument de bronze créé par l'artiste Kenneth Potts a été faite par le prince Philip, duc d'Édimbourg. Le monument est adjacent au navire au chantier naval de Chatham, dans le Kent.
Au cours de l'été 2009, le Chatham Historic Dockyard Trust a offert un hébergement à bord du navire pour les groupes de jeunes qui souhaitent rester à bord et faire l'expérience de la vie à bord d'un destroyer de la Royal Navy.